# فهد الجهنی
فهد الجهنی (انگلیسی: Fahad Al-Johani؛ زادهٔ ۲۶ اکتبر ۱۹۹۱) یک بازیکن فوتبال اهل عربستان سعودی است.
از باشگاه‌هایی که در آن بازی کرده‌است می‌توان به الهلال عربستان و الرائد عربستان اشاره کرد.